# Euphranta lemniscata
Euphranta lemniscata är en tvåvingeart som först beskrevs av Günther Enderlein 1911.  Euphranta lemniscata ingår i släktet Euphranta och familjen borrflugor. Inga underarter finns listade i Catalogue of Life.